# El próximo Oriente
El próximo Oriente es una película española de 2006 dirigida, escrita y producida por Fernando Colomo y protagonizada por Javier Cifrián, Nur Al Levi y Asier Etxeandia.

## Sinopsis
Caín, un carnicero del barrio madrileño de Lavapiés, está harto de pasar inadvertido para las mujeres. Abel, su hermano, es todo lo contrario. Además de ser guapo tiene una vida modelo. Está casado con una belleza y es padre de unas encantadoras gemelas. La envidia que Caín le tiene es clara. Por sorpresa, Abel deja embarazada a una chica de origen musulmán, vecina del barrio. Todos se quedan boquiabiertos cuando su hermano es el que da la cara ante la familia y se hace responsable del embarazo.

## Producción
La película fue estrenada el 18 de agosto de 2006.
El director, guionista y productor Fernando Colomo (Al sur de Granada) plantea con esta película la situación real que se vive en muchos barrios de las grandes ciudades europeas, donde las razas se mezclan a consecuencia de la globalización y la inmigración. La idea de este film proviene de un anterior guion en el que eran dos chicas, una guapa y otra fea, las protagonistas. Pero tras conocer mejor el barrio de Lavapiés, Colomo se decantó por esta otra historia. Para el actor Javier Cifrián (del programa de televisión Agitación + IVA) este es su primer largometraje, cuyo rodaje lo ha alternado con la grabación del magazine de sketches. Otros actores son Nur Al Levi (El refugio del mar) y Asier Etxeandia (La mirada violeta).

## Premios y nominaciones
| Año  | Lugar                                                    | País   | Categoría              | Nominado        | Resultado | Notas |
| ---- | -------------------------------------------------------- | ------ | ---------------------- | --------------- | --------- | ----- |
| 2007 | Premios Goya                                             | España | Mejor actor revelación | Javier Cifrián  | Nominado  | [ 3 ] |
| 2007 | Premios Goya                                             | España | Mejor canción          | Juan Bardem     | Nominado  | [ 3 ] |
| 2007 | Festival Internacional de Cinema de Comedia de Peñíscola | España | Mejor director         | Fernando Colomo | Ganador   |       |
| 2007 | Premio de la Unión de Actores y Actrices                 | España | Mejor actor revelación | Javier Cifrián  | Nominado  |       |

## Reparto
| Intérprete             | Personaje   |
| ---------------------- | ----------- |
| Javier Cifrián         | Caín        |
| Nur Al Levi            | Aisha       |
| Asier Etxeandia        | Abel        |
| Ash Varrez             | Shakir      |
| Lalita Ahmed           | Samaah      |
| Gayathri Kesavan       | Reema       |
| Lakshmi Khabrani       | Fátima      |
| Laura Cepeda           | Milagros    |
| Víctor Benjumea        | Cristóbal   |
| Lilian Caro            | Virginia    |
| Carlos Bañuelos        | Jorge       |
| Kira Miró              | Pino        |
| Carmen Parra           | Gemela 1    |
| María Parra            | Gemela 2    |
| Azmi Ayyashi           | Imán        |
| Carlos Olalla          | Médico 1    |
| Fernando Vivanco       | Médico 2    |
| Juan Rueda             | Municipal 1 |
| Julián Teurlais        | Municipal 2 |
| Luis Yáñez             | Peruano 2   |
| Cristhian Esquivel     | Peruano 3   |
| Magali Revollar Quispe | Peruano 4   |
| César Augusto          | Peruano 5   |
| Gregorio Paniagua      | Músico Sufi |
| Julio Hidalgo          | Camillero   |
| Juan José Millás       |             |

## ¿Dónde se rodó?
Las Palmas de Gran Canaria
Madrid